# Gran Premio di Spagna 1990
Il Gran Premio di Spagna 1990 è stato un Gran Premio di Formula 1 disputato il 30 settembre 1990 al Circuito di Jerez. La gara è stata vinta da Alain Prost su Ferrari.
Il weekend è ricordato per il terribile incidente di Martin Donnelly durante le qualifiche, il quale riportò ferite molto gravi che lo costringeranno a terminare definitivamente la sua carriera di pilota. Si trattò inoltre dell'ultimo Gran Premio a cui prese parte Alessandro Nannini. Il pilota della Benetton, circa due settimane dopo la gara, ebbe un incidente in elicottero che gli causò l'amputazione del braccio destro. L'arto fu riattaccato ma le lesioni furono così gravi da costringere l'italiano al ritiro definitivo.

## Prima della gara
Bernd Schneider sostituisce Alex Caffi alla Arrows.

## Qualifiche
Durante le qualifiche del venerdì il britannico Martin Donnelly finì sul cordolo della curva Ferrari e perse il controllo dell'auto a più di 240 km/h impattando violentemente contro un guardrail e distruggendo avantreno e abitacolo; Il pilota riportò fratture a gambe e clavicole, rimanendo in prognosi riservata. Seppur scampato alla morte, Donnelly (che nelle qualifiche aveva ottenuto il quattordicesimo tempo) dovette - in seguito - abbandonare le corse, poco più che venticinquenne.

### Prequalifiche
| Pos | No | Pilota             | Costruttore   | Tempo    | Distacco |
| --- | -- | ------------------ | ------------- | -------- | -------- |
| 1   | 18 | Yannick Dalmas     | AGS-Ford      | 1:22.470 | —        |
| 2   | 17 | Gabriele Tarquini  | AGS-Ford      | 1:22.592 | +0.122   |
| 3   | 14 | Olivier Grouillard | Osella-Ford   | 1:22.708 | +0.238   |
| 4   | 31 | Bertrand Gachot    | Coloni-Ford   | 1:24.603 | +2.133   |
| 5   | 33 | Roberto Moreno     | EuroBrun-Judd | 1:24.621 | +2.151   |
| 6   | 34 | Claudio Langes     | EuroBrun-Judd | 1:25.736 | +3.266   |
| 7   | 39 | Bruno Giacomelli   | Life-Judd     | 1:42.699 | +20.229  |

### Classifica
Fonte:
| Pos                     | No | Pilota             | Costruttore             | Tempo    | Distacco |
| ----------------------- | -- | ------------------ | ----------------------- | -------- | -------- |
| 1                       | 27 | Ayrton Senna       | McLaren - Honda         | 1:18.387 |          |
| 2                       | 1  | Alain Prost        | Ferrari                 | 1:18.824 | +0.437   |
| 3                       | 2  | Nigel Mansell      | Ferrari                 | 1:19.106 | +0.719   |
| 4                       | 4  | Jean Alesi         | Tyrrell - Ford          | 1:19.604 | +1.217   |
| 5                       | 28 | Gerhard Berger     | McLaren - Honda         | 1:19.618 | +1.231   |
| 6                       | 6  | Riccardo Patrese   | Williams - Renault      | 1:19.647 | +1.260   |
| 7                       | 5  | Thierry Boutsen    | Williams - Renault      | 1:19.689 | +1.302   |
| 8                       | 20 | Nelson Piquet      | Benetton - Ford         | 1:19.700 | +1.313   |
| 9                       | 19 | Alessandro Nannini | Benetton - Ford         | 1:20.367 | +1.980   |
| 10                      | 11 | Derek Warwick      | Lotus - Lamborghini     | 1:20.610 | +2.223   |
| 11                      | 23 | Pierluigi Martini  | Minardi - Ford          | 1:21.060 | +2.653   |
| 12                      | 15 | Maurício Gugelmin  | Leyton House - Judd     | 1:21.167 | +2.780   |
| 13                      | 26 | Philippe Alliot    | Ligier - Ford           | 1:21.170 | +2.783   |
| 14                      | 3  | Satoru Nakajima    | Tyrrell - Ford          | 1:21.215 | +2.828   |
| 15                      | 30 | Aguri Suzuki       | Larrousse - Lamborghini | 1:21.244 | +2.857   |
| 16                      | 21 | Emanuele Pirro     | Scuderia Italia - Ford  | 1:21.277 | +2.890   |
| 17                      | 22 | Andrea De Cesaris  | Scuderia Italia - Ford  | 1:21.467 | +3.080   |
| 18                      | 29 | Éric Bernard       | Larrousse - Lamborghini | 1:21.551 | +3.164   |
| 19                      | 16 | Ivan Capelli       | Leyton House - Judd     | 1:21.910 | +3.523   |
| 20                      | 25 | Nicola Larini      | Ligier - Ford           | 1:21.996 | +3.609   |
| 21                      | 14 | Olivier Grouillard | Osella - Ford           | 1:22.288 | +3.901   |
| 22                      | 17 | Gabriele Tarquini  | AGS - Ford              | 1:22.466 | +4.079   |
| 23                      | 12 | Martin Donnelly    | Lotus - Lamborghini     | 1:22.659 | +4.272   |
| 24                      | 18 | Yannick Dalmas     | AGS - Ford              | 1:22.716 | +4.329   |
| 25                      | 8  | Stefano Modena     | Brabham - Judd          | 1:23.133 | +4.746   |
| 26                      | 9  | Michele Alboreto   | Arrows - Ford           | 1:23.161 | +4.774   |
| Vetture non qualificate |    |                    |                         |          |          |
| NQ                      | 7  | David Brabham      | Brabham - Judd          | 1:23.163 | +4.776   |
| NQ                      | 24 | Paolo Barilla      | Minardi - Ford          | 1:23.274 | +4.887   |
| NQ                      | 10 | Bernd Schneider    | Arrows - Ford           | 1:23.924 | +5.537   |
| NQ                      | 31 | Bertrand Gachot    | Coloni - Ford           | 1:25.114 | +6.727   |

## Gara
| Pos      | No | Pilota             | Costruttore             | Giri | Tempo/Ritiro e posizione al ritiro     | Partenza | Punti |
| -------- | -- | ------------------ | ----------------------- | ---- | -------------------------------------- | -------- | ----- |
| 1        | 1  | Alain Prost        | Ferrari                 | 73   | 1:48:01.461                            | 2        | 9     |
| 2        | 2  | Nigel Mansell      | Ferrari                 | 73   | +22.064                                | 3        | 6     |
| 3        | 19 | Alessandro Nannini | Benetton - Ford         | 73   | +34.874                                | 8        | 4     |
| 4        | 5  | Thierry Boutsen    | Williams - Renault      | 73   | +43.296                                | 7        | 3     |
| 5        | 6  | Riccardo Patrese   | Williams - Renault      | 73   | +57.530                                | 6        | 2     |
| 6        | 30 | Aguri Suzuki       | Larrousse - Lamborghini | 73   | +1:03.728                              | 15       | 1     |
| 7        | 25 | Nicola Larini      | Ligier - Ford           | 72   | +1 giro                                | 20       |       |
| 8        | 15 | Maurício Gugelmin  | Leyton House - Judd     | 72   | +1 giro                                | 12       |       |
| 9        | 18 | Yannick Dalmas     | AGS - Ford              | 72   | +1 giro                                | 23       |       |
| 10       | 9  | Michele Alboreto   | Arrows - Ford           | 71   | +2 giri                                | 25       |       |
| Ritirato | 11 | Derek Warwick      | Lotus - Lamborghini     | 63   | Problemi al cambio                     | 10       |       |
| Ritirato | 16 | Ivan Capelli       | Leyton House - Judd     | 59   | Problema fisico                        | 19       |       |
| Ritirato | 28 | Gerhard Berger     | McLaren - Honda         | 56   | Collisione con R.Patrese               | 5        |       |
| Ritirato | 27 | Ayrton Senna       | McLaren - Honda         | 53   | Problemi al radiatore                  | 1        |       |
| Ritirato | 20 | Nelson Piquet      | Benetton - Ford         | 47   | Problemi alla batteria                 | 8        |       |
| Ritirato | 22 | Andrea De Cesaris  | Scuderia Italia - Ford  | 47   | Problemi al motore                     | 17       |       |
| Ritirato | 14 | Olivier Grouillard | Osella - Ford           | 45   | Perdita della ruota anteriore sinistra | 21       |       |
| Ritirato | 23 | Pierluigi Martini  | Minardi - Ford          | 41   | Testacoda                              | 11       |       |
| Ritirato | 26 | Philippe Alliot    | Ligier - Ford           | 22   | Testacoda                              | 13       |       |
| Ritirato | 29 | Éric Bernard       | Larrousse - Lamborghini | 20   | Problemi al cambio                     | 18       |       |
| Ritirato | 3  | Satoru Nakajima    | Tyrrell - Ford          | 13   | Testacoda                              | 14       |       |
| Ritirato | 17 | Gabriele Tarquini  | AGS - Ford              | 5    | Problemi al motore                     | 22       |       |
| Ritirato | 8  | Stefano Modena     | Brabham - Judd          | 5    | Collisione con G.Tarquini              | 24       |       |
| Ritirato | 4  | Jean Alesi         | Tyrrell - Ford          | 0    | Testacoda                              | 4        |       |
| Ritirato | 21 | Emanuele Pirro     | Scuderia Italia - Ford  | 0    | Problemi all'acceleratore              | 16       |       |
| NP       | 12 | Martin Donnelly    | Lotus - Lamborghini     |      |                                        |          |       |
| NQ       | 7  | David Brabham      | Brabham - Judd          |      |                                        |          |       |
| NQ       | 24 | Paolo Barilla      | Minardi - Ford          |      |                                        |          |       |
| NQ       | 10 | Bernd Schneider    | Arrows - Ford           |      |                                        |          |       |
| NQ       | 31 | Bertrand Gachot    | Coloni - Ford           |      |                                        |          |       |
| NPQ      | 33 | Roberto Moreno     | EuroBrun - Judd         |      |                                        |          |       |
| NPQ      | 34 | Claudio Langes     | EuroBrun - Judd         |      |                                        |          |       |
| NPQ      | 39 | Bruno Giacomelli   | LIfe - Judd             |      |                                        |          |       |

## Classifiche

### Piloti
| Pos. | Pilota             | Punti |
| ---- | ------------------ | ----- |
| 1    | Ayrton Senna       | 78    |
| 2    | Alain Prost        | 69    |
| 3    | Gerhard Berger     | 40    |
| 4    | Nigel Mansell      | 31    |
| 5    | Thierry Boutsen    | 30    |
| 6    | Nelson Piquet      | 26    |
| 7    | Alessandro Nannini | 21    |
| 8    | Riccardo Patrese   | 19    |
| 9    | Jean Alesi         | 13    |
| 10   | Ivan Capelli       | 6     |
| 11   | Éric Bernard       | 5     |
| 12   | Derek Warwick      | 3     |
| 13   | Stefano Modena     | 2     |
| 14   | Alex Caffi         | 2     |
| 15   | Satoru Nakajima    | 2     |
| 16   | Aguri Suzuki       | 2     |
| 17   | Maurício Gugelmin  | 1     |

### Costruttori
| Pos. | Team                    | Punti |
| ---- | ----------------------- | ----- |
| 1    | McLaren - Honda         | 118   |
| 2    | Ferrari                 | 100   |
| 3    | Williams - Renault      | 49    |
| 4    | Benetton - Ford         | 47    |
| 5    | Tyrrell - Ford          | 15    |
| 6    | Leyton House - Judd     | 7     |
| 7    | Larrousse - Lamborghini | 7     |
| 8    | Lotus - Lamborghini     | 3     |
| 9    | Brabham - Judd          | 2     |
| 10   | Arrows - Ford           | 2     |